# Маркова (гмина)
Маркова (пол. Markowa) — сельская гмина (волость) в Польше, входит как административная единица в Ланьцутский повет, Подкарпатское воеводство. Население — 6607 человек (на 2004 год).

## Демография
| Перепись                       | Всего   | Всего | Женщины | Женщины | Мужчины | Мужчины |
| ------------------------------ | ------- | ----- | ------- | ------- | ------- | ------- |
| Единицы                        | человек | %     | человек | %       | человек | %       |
| Население                      | 6607    | 100   | 3353    | 50,7    | 3254    | 49,3    |
| Плотность населения (чел./км²) | 96,5    | 96,5  | 49      | 49      | 47,5    | 47,5    |

## Сельские округа
1. Хусув
2. Маркова
3. Тарнавка

## Соседние гмины
1. Гмина Хмельник
2. Гмина Гад
3. Гмина Хыжне
4. Гмина Яворник-Польски
5. Гмина Каньчуга
6. Гмина Ланьцут